# Supercopa Ibérica de balonmano
La Supercopa Ibérica de balonmano es un torneo organizado por la Federación Española de Balonmano y la Federación Portuguesa de Balonmano donde compiten los campeones y subcampeones de las respectivas ligas nacionales (Liga Asobal y Liga Andebol).

## Historia
Creada en el año 2022, su primera edición se celebró en Málaga, a la vez que la Supercopa de España femenina y se enmarca dentro de la cooperación entre las dos federaciones de cara al Europeo del 2028. Esta previsto que vaya alternando anualmente sus sedes entre los dos países.
Sustityó a la competición local Supercopa de España de balonmano, que deja de celebrarse en el año 2022.
En la primera edición se enfrentaron el Futbol Club Barcelona y el Fraikin Granollers, como representantes del balonmano español y, como representantes del país luso compitieron el Oporto y el Sporting CP. El ganador de la primera Supercopa Ibérica fue el Fútbol Club Barcelona.
En la II Supercopa Ibérica del 2023 se enfrentaron el Futbol Club Barcelona y el Club Balonmano Ciudad de Logroño, como representantes del balonmano español y, como representantes del país luso compitieron el Oporto y el Sporting CP. El ganador de la segunda Supercopa Ibérica fue de nuevo el Fútbol Club Barcelona, que repitió título en 2024.

## Historial
| Edición | Campeón          | Resultado | Subcampeón  | Tercero          | Resultado | Cuarto                | Sede final       |
| ------- | ---------------- | --------- | ----------- | ---------------- | --------- | --------------------- | ---------------- |
| 2022    | FC Barcelona (1) | 32-24     | FC Oporto   | C. B. Granollers | 40-38 (p) | Sporting CP           | Málaga           |
| 2023    | FC Barcelona (2) | 44-38     | FC Oporto   | Sporting CP      | 39-29     | BM Ciudad de Logroño  | Viana do Castelo |
| 2024    | FC Barcelona (3) | 38-33     | Sporting CP | FC Oporto        | 30-27     | Bathco BM Torrelavega | Torrelavega      |

## Palmarés
| Equipo       | Títulos | Subcamp. | Finales | Años campeonatos |
| ------------ | ------- | -------- | ------- | ---------------- |
| FC Barcelona | 3       | 0        | 3       | 2022, 2023, 2024 |
| FC Oporto    | 0       | 2        | 2       |                  |
| Sporting CP  | 0       | 1        | 1       |                  |